# Утрехт (футбольний клуб)
«Утрехт» (нід. Utrecht, нід. вимова: [ɛfˈseː ˈytrɛxt]) — нідерландський футбольний клуб із однойменного міста, заснований 1970 року. З часу свого заснування безперервно виступає в Ередивізі, найвищій футбольній лізі Нідерландів. Домашні матчі команда проводить на стадіоні «Галгенвард», що вміщує 24 750 глядачів.
Найвищим досягненням «Утрехта» в чемпіонаті Нідерландів є 3-тє місце в сезоні 1980/81, крім цього, клуб тричі вигравав Кубок Нідерландів і один раз ставав володарем Суперкубка країни.

## Історія
«Утрехт» був заснований в 1970 році в результаті злиття трьох клубів з однойменного міста: ДОС, «Елінвейк» і «Велокс», перший з яких був чемпіоном Нідерландів у 1958 році.
«Утрехт» тричі вигравав кубок Нідерландів: в 1985, 2003 і 2004 роках. У 2004 році «Утрехт» виграв суперкубок Нідерландів, обігравши «Аякс» з рахунком 4:2, причому два голи «Утрехта» були забиті в компенсований час. «Утрехт» став першим клубом не з традиційної трійки («Аякс», «Феєнорд» та ПСВ), якому вдалося виграти цей трофей. «Утрехт» також є єдиним клубом за межами традиційної трійки, який ніколи не вилітав з вищої ліги.
На європейській арені «Утрехт» дебютував в 1970 році в груповому раунді Кубка Інтертото. Команда посіла третє місце і покинула турнір. Через десять років клуб зіграв в Кубку УЄФА. Всього «Утрехт» брав участь у турнірі 9 разів до моменту його перетворення у Лігу Європи), але лише одного разу доходив до групового раунду. У сезоні 1985/86 клуб перший і єдиний раз зіграв у Кубку володарів кубків, але програв майбутньому переможцю турніру, київському «Динамо», з загальним рахунком 3:5.

## Досягнення
- Ередивізі
  - Чемпіон: 1958

- Кубок Нідерландів
  - Володар кубка:  1985, 2003, 2004
  - Фіналіст:  1982, 2002, 2016

- Суперкубок Нідерландів
  - Володар кубка:  2004
  - Фіналіст:  2003

## Склад команди
Станом на 9 липня 2025
| №  | Поз. | Нац.       | Гравець            |
| -- | ---- | ---------- | ------------------ |
| 1  | ВР   | Греція     | Васіліос Баркас    |
| 2  | ЗХ   | Бельгія    | Сібе Гореманс      |
| 3  | ЗХ   | Нідерланди | Майк ван дер Горн  |
| 5  | ЗХ   | Ісландія   | Колбейнн Фіннссон  |
| 7  | ПЗ   | Данія      | Віктор Єнсен       |
| 8  | ПЗ   | Німеччина  | Джан Боздоган      |
| 9  | НП   | Нідерланди | Давід Мін          |
| 10 | НП   | США        | Тейлор Бут         |
| 11 | НП   | Нідерланди | Ноа Огайо          |
| 14 | ПЗ   | Ірак       | Зідан Ікбал        |
| 15 | НП   | Англія     | Едріан Блейк       |
| 16 | ЗХ   | Марокко    | Суф'ян Ель-Каруані |
| 17 | НП   | Туреччина  | Емірхан Демірчан   |

| №  | Поз. | Нац.       | Гравець                               |
| -- | ---- | ---------- | ------------------------------------- |
| 20 | ПЗ   | Нідерланди | Дані де Віт                           |
| 21 | ПЗ   | Нідерланди | Дживай Зехіел (в оренді з «Феєнорда») |
| 22 | НП   | Іспанія    | Мігель Родрігес (в оренді з «Сельти») |
| 24 | ЗХ   | Нідерланди | Нік Віргевер (капітан)                |
| 25 | ВР   | Нідерланди | Мікаель Браувер                       |
| 26 | НП   | Нідерланди | Міліано Йонатанс                      |
| 27 | ПЗ   | Бельгія    | Алонсо Енгванда                       |
| 32 | ВР   | Нідерланди | Том Де Граафф                         |
| 38 | ПЗ   | Індонезія  | Івар Дженнер                          |
| 40 | ЗХ   | Бельгія    | Матісс Дідден                         |
| 44 | ЗХ   | Нідерланди | Майк Еердгуйзен                       |
| 55 | ЗХ   | Англія     | Деррі Маркін                          |
|    | ПЗ   | Нідерланди | Деві ван ден Берг                     |

## Виступи в єврокубках
| Сезон   | Змагання               | Раунд   | Клуб                  | Вдома | На виїзді | В сукупності |  |
| ------- | ---------------------- | ------- | --------------------- | ----- | --------- | ------------ |  |
| 1980–81 | Кубок УЄФА             | 1Р      | Арджеш                | 2–0   | 0–0       | 2–0          |  |
| 1980–81 | Кубок УЄФА             | 2Р      | Айнтрахт Франкфурт    | 2–1   | 1–3       | 3–4          |  |
| 1981–82 | Кубок УЄФА             | 1Р      | Гамбург               | 3–6   | 1–0       | 4–6          |  |
| 1982–83 | Кубок УЄФА             | 1Р      | Порту                 | 0–1   | 0–2       | 0–3          |  |
| 1985–86 | Кубок володарів кубків | 1Р      | Динамо Київ           | 2–1   | 1–4       | 3–5          |  |
| 1987–88 | Кубок УЄФА             | 1Р      | ЛАСК                  | 2–0   | 0–0       | 2–0          |  |
| 1987–88 | Кубок УЄФА             | 2Р      | Верона                | 1–1   | 1–2       | 2–3          |  |
| 1991–92 | Кубок УЄФА             | 1Р      | Штурм Грац            | 3–1   | 1–0       | 4–1          |  |
| 1991–92 | Кубок УЄФА             | 2Р      | Реал Мадрид           | 1–3   | 0–1       | 1–4          |  |
| 2001–02 | Кубок УЄФА             | 1Р      | Грацер                | 3–0   | 3–3       | 6–3          |  |
| 2001–02 | Кубок УЄФА             | 2Р      | Парма                 | 1–3   | 0–0       | 1–3          |  |
| 2002–03 | Кубок УЄФА             | 1Р      | Легія                 | 1–3   | 1–4       | 2–7          |  |
| 2003–04 | Кубок УЄФА             | 1Р      | Жиліна                | 2–0   | 4–0       | 6–0          |  |
| 2003–04 | Кубок УЄФА             | 2Р      | Осер                  | 0–0   | 0–4       | 0–4          |  |
| 2004–05 | Кубок УЄФА             | 1Р      | Юргорден              | 4–0   | 0–3       | 4–3          |  |
| 2004–05 | Кубок УЄФА             | Група C | Реал Сарагоса         | Н/Д   | 0–2       | 4-е місце    |  |
| 2004–05 | Кубок УЄФА             | Група C | Дніпро                | 1–2   | Н/Д       | 4-е місце    |  |
| 2004–05 | Кубок УЄФА             | Група C | Брюгге                | Н/Д   | 0–1       | 4-е місце    |  |
| 2004–05 | Кубок УЄФА             | Група C | Аустрія Відень        | 1–2   | Н/Д       | 4-е місце    |  |
| 2007    | Кубок Інтертото        | 3Р      | Гаммарбю              | 1–1   | 0–0       | 1–1 (г)      |  |
| 2010–11 | Ліга Європи            | 2КР     | Тирана                | 4–0   | 1–1       | 5–1          |  |
| 2010–11 | Ліга Європи            | 3КР     | Люцерн                | 1–0   | 3–1       | 4–1          |  |
| 2010–11 | Ліга Європи            | ПО      | Селтік                | 4–0   | 0–2       | 4–2          |  |
| 2010–11 | Ліга Європи            | Група K | Наполі                | 3–3   | 0–0       | 4-е місце    |  |
| 2010–11 | Ліга Європи            | Група K | Ліверпуль             | 0–0   | 0–0       | 4-е місце    |  |
| 2010–11 | Ліга Європи            | Група K | Стяуа                 | 1–1   | 1–3       | 4-е місце    |  |
| 2013–14 | Ліга Європи            | 2КР     | Дифферданж 03         | 3–3   | 1–2       | 4–5          |  |
| 2017–18 | Ліга Європи            | 2КР     | Валетта               | 3–1   | 0–0       | 3–1          |  |
| 2017–18 | Ліга Європи            | 3КР     | Лех Познань           | 0–0   | 2–2       | 2–2 (г)      |  |
| 2017–18 | Ліга Європи            | ПО      | Зеніт Санкт-Петербург | 1–0   | 0–2       | 1–2          |  |
| 2019–20 | Ліга Європи            | 2КР     | Зрінськи              | 1–1   | 1–2       | 2–3          |  |